# LOT Flight Academy
LOT Flight Academy (LFA) – szkoła pilotażu należąca do spółki PLL LOT, powstała w 2015 roku.

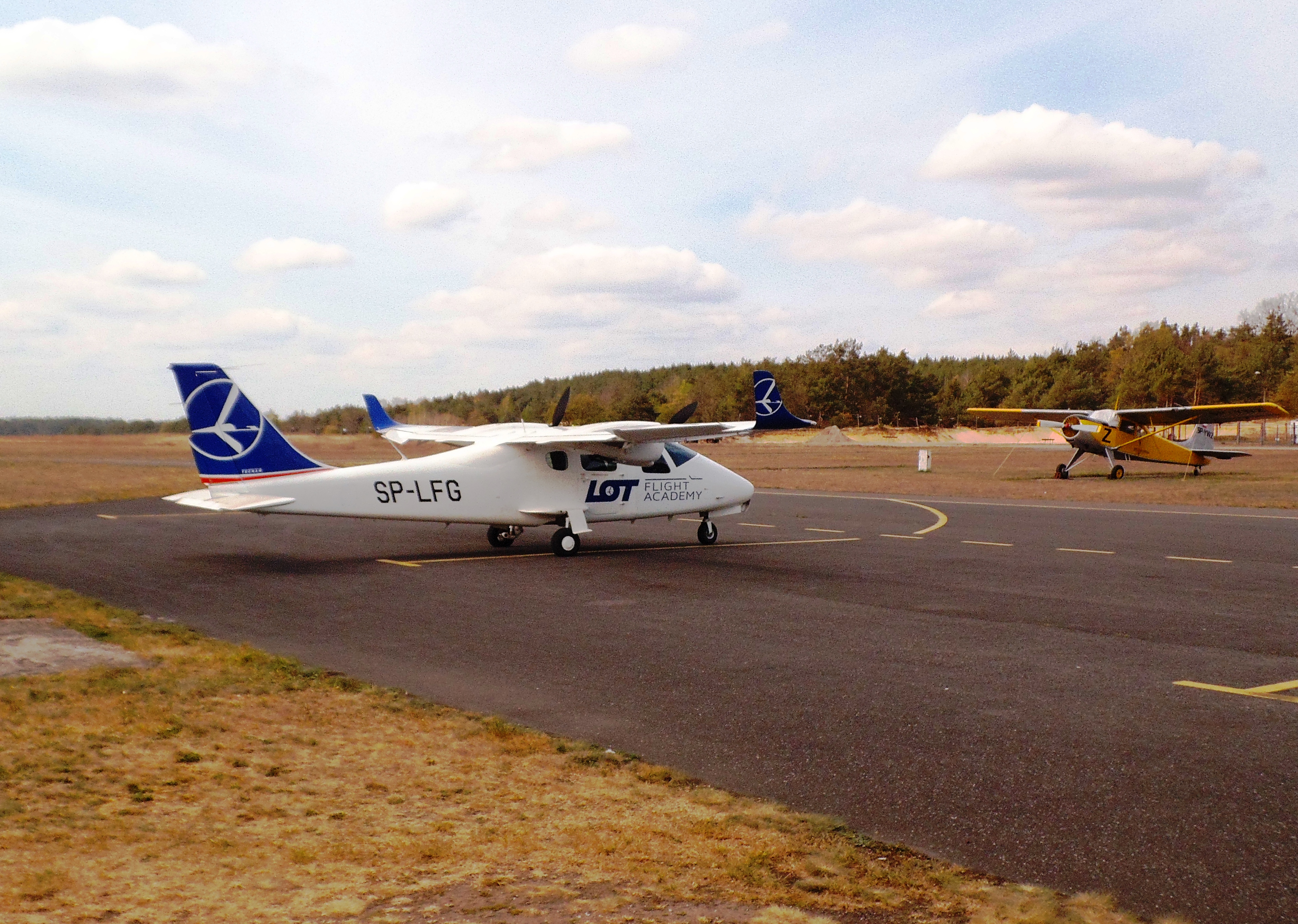
Samolot SP-LFG na lotnisku w Toruniu

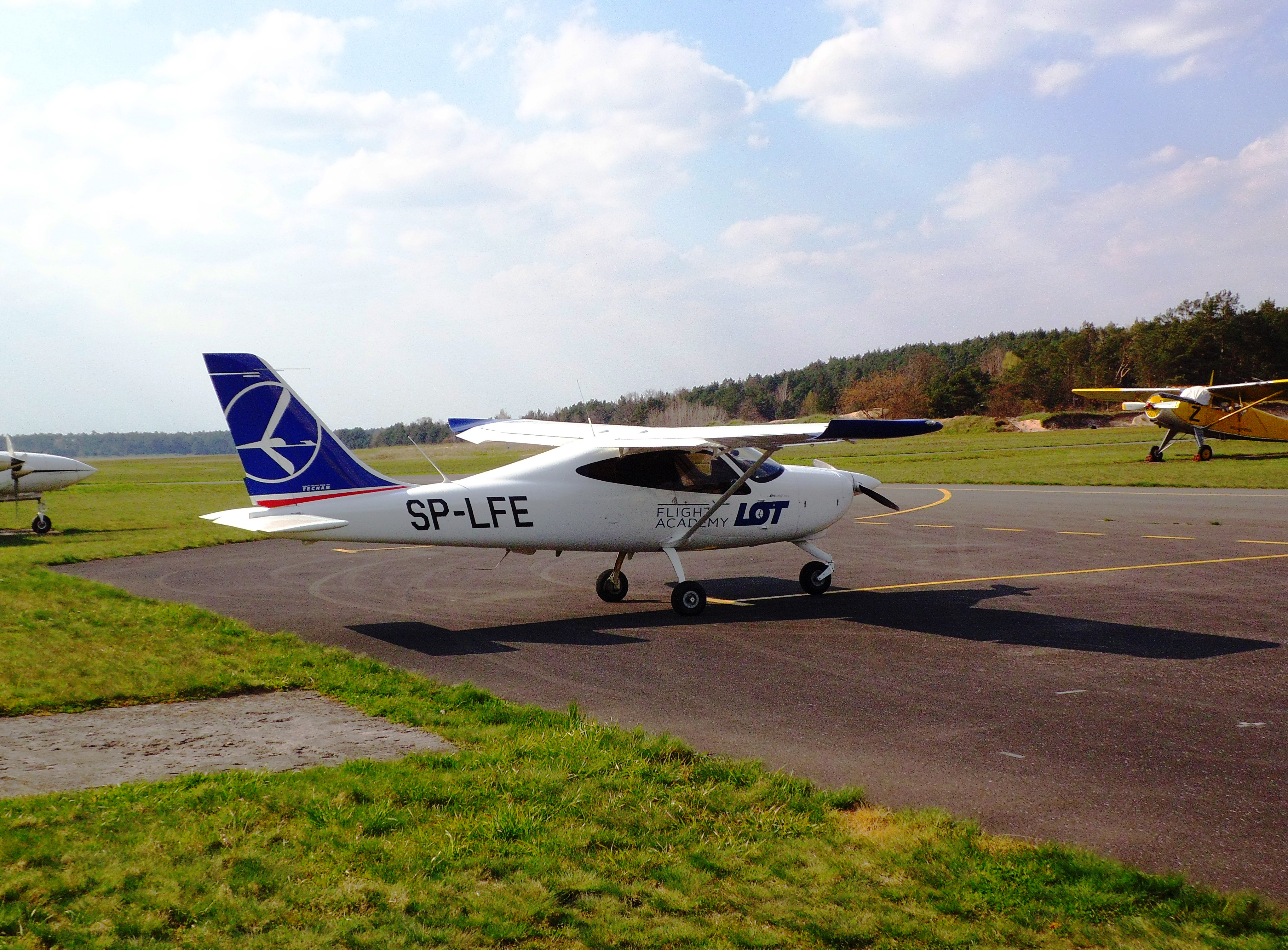
Samolot SP-LFE, lotnisko Toruń

Prowadzi szkolenia teoretyczne oraz praktyczne w zakresie następujących licencji: PPL(A), CPL, ATPL, Night VFR, IR/ME, MEP(L), MCC, Jet Orientation Course (JOC), a także prowadzi kursy z zakresu Aviation English oraz kursy dla pilotów chcących podnieść swoje kompetencje z zakresu współpracy w załogach wieloosobowych (tzw. refreshment).
Szkoła posiada profesjonalny symulator lotu klasy FNTPII ALSIM ALX, dostępny dla kursantów i uczestników programu "Be Pilot For A Day".

## Flota
Szkolenia praktyczne odbywają się na lotnisku Aeroklubu Piotrkowskiego w Piotrkowie Trybunalskim na dwóch modelach samolotów: jednosilnikowym Tecnam P2008JC, których we flocie znajduje się osiem sztuk, oraz dwusilnikowym Tecnam P2006T, których we flocie są dwie sztuki. Ten ostatni model jest certyfikowany do lotów według wskazań przyrządów (IFR) oraz wyposażony w autopilota. 
Natomiast w kwietniu 2021 roku otwarto drugą bazę szkoleniową na lotnisku Aeroklubu Pomorskiego w Toruniu.